# Castelão
Castelão, officielt kendt som Estádio Governador Plácido Aderaldo Castelo, er et fodboldstadion i Fortaleza i delstaten Ceará i Brasilien. Stadionet var det første stadion blandt de tolv som skulle være klar til VM i fodbold 2014 som stod klart, allerede i december 2012. Det blev bygget i perioden 1969−1973, og havde sin officielle åbning 11. november 1973. Stadionet gennemgik en omfattende renovering mellem 2002 og 2012. 
Banen er 110 x 75 meter og er dermed noget større end de andre baner, som måler 105 x 68 meter. Tilskuerkapaciteten er på 67 037 siddepladser.
Stadionet er oprindelig opkaldt efter guvernøren som startede opbygingen. Kaldenavnet Castelão betyder grovt oversat «borggreve» (norsk). Stadionet blev brugt til tre kampe under FIFA Confederations Cup 2013, to gruppespilskampe og en semifinale.